# Agustín López de Alcázar
Agustín López de Alcázar (San Carlos de Purén o Los Ángeles; 1780-Santiago, 18 de junio de 1850) fue un político y militar chileno.

## Familia y estudios
Fue hijo de Manuel Perfecto López y Godarte y Rosa del Alcázar y Zapata. Se casó con Benigna Ruiz de Basaguren.
Quedó huérfano a temprana edad y su madre se fue a vivir a Los Ángeles. Ahí le conoció Ambrosio O’Higgins y por los servicios prestados a la Patria por su padre, nombró al pequeño, cadete del regimiento de Dragones de la Reina, en 1793, con goce de sueldo y exento de servicio.
Así se educó en Concepción y orientó su vida por lado de las armas. Estudió filosofía, latín y gramática en el Colegio de la Merced.

## Antecedentes militares
Ingresó al Regimiento de Dragones de la Frontera en 1793, como cadete. Aparece en 1813 como capitán del Regimiento de Laja, peleando a las órdenes de Bernardo O’Higgins, en el Sitio de Chillán y en los ataques a Rere y El Roble.
Estuvo en la Batalla de Rancagua (1814) y a consecuencia del desastre marchó a Mendoza, donde formó parte de las filas organizadas por José de San Martín.
Sargento mayor en 1816, en el Batallón N.º 11 de Buenos Aires. Al siguiente año se batió en el lugar “Las Vacas” al invadir Chile el Ejército de Los Andes. Se distinguió en la Batalla de Chacabuco, después, bajo el mismo comando, asistió a la acción de Talcahuano y el ataque a Concepción. Se batió en Cancha Rayada y Maipú (1818).
Bajo las órdenes del general Ramón Freire hizo campañas en Arauco. Se encontró en el Asalto de Yumbel (1819). Recibió los despachos de teniente coronel efectivo y en 1826 las medallas de coronel. No subió más en la escala militar, dedicándose a la carrera administrativa.

## Antecedentes políticos
Elegido diputado en 1827 por Los Ángeles, siendo reelegido a los Congresos de 1828 y el Constituyente de 1829. Ingresó al movimiento pelucón, participando de las luchas ideológicas de 1830 contra el general Freire.
Gobernador de Casablanca, San Felipe y Los Andes, además de comandante general de Armas de Aconcagua. Fue edecán del presidente José Joaquín Prieto Vial.
Elegido diputado por Los Ángeles y Yungay en 1831, reelecto por cuatro períodos más, siendo congresista hasta 1846. Durante estos períodos integró las Comisiones permanentes de Guerra y Marina, Hacienda e Industrias.

## Usos del nombre
Una calle de la comuna de Independencia, en Santiago, lleva su nombre. También un fuerte militar, actualmente abandonado, cerca de la playa Punta de Parra, en la comuna de Tomé.